# مولبورگ
| بیشتر بدانیداین مقاله دارای مشکلات متعددی است. لطفاً به بهبود آن کمک کنید یا درباره این مسائل در صفحه بحث بحث کنید . |

مولبورگ ( به آلمانی: Mühlburg) یک ناحیه در کارلسروهه در ایالت بادن وورتمبرگ، در جنوب غربی آلمان هست.